# William Rosenberg
William Walt Rosenberg (født 12. februar 1920 i København, død 6. november 2014 i Odense) var en dansk skuespiller og kunstmaler.
Han var søn af maleren Ivar Rosenberg og maleren Else Vogel-Jørgensen (sv), og var oprindelig udlært bygningsmaler fra 1936-1940.
Efter at have gennemgået elevtiden på Kunstakademiet og siden på Frederiksberg Teater, blev han uddannet på Det kongelige Teaters elevskole fra 1944-1946, hvilket teater han umiddelbart debuterede på som dr. Herming i Indenfor Murene (Henri Nathansen). Andre roller: Orlando i Som man behager (Shakespeare), Kostobarus i En Idealist (Kaj Munk) og Herløv i Eventyr paa Fodrejsen (J.C. Hostrup).
Han var knyttet til Det kongelige Teater frem til 1968, afbrudt med jævne mellemrum af hans kunstneriske virke i form af diverse udstillinger på malerisamlinger. I 1955 debuterede Rosenberg som kunstmaler på Børge Birchs udstilling på Charlottenborg "Kunsten 55" og han blev siden medlem af Sammenslutningen Kontrast i Odense fra 1972 indtil 1994. Foruden maleriet arbejdede han med akvarel og linoleumssnit. 
Efter tiden i København har han stort set uafbrudt været knyttet til Odense Teater, både som skuespiller, instruktør, scenograf, foredragsholder og plakatkunstner.
Han indgik ægteskab med skuespillerinden Helle Virkner og siden med Jeanne Darville, ligeledes skuespillerinde. Senest med Jette Klingbech, som han var gift med i 25 år. 
Han var Ridder af Dannebrog.
I 2013 udkom portrætbogen Kunsten at kunne, baseret på interviews med William Rosenberg og kolleger.

## Filmografi
Blandt de film han har medvirket i kan nævnes:
- Mens porten var lukket – 1948
- Penge som græs – 1948
- Mosekongen – 1950
- Fodboldpræsten – 1951
- Unge piger forsvinder i København – 1951
- Fra den gamle købmandsgård – 1951
- Det store løb – 1952
- Arvingen – 1954
- Tre piger fra Jylland – 1957
- En kvinde er overflødig – 1957
- Mariannes bryllup – 1958
- Der brænder en ild – 1962
- Syd for Tana River – 1963
- Dronningens vagtmester – 1963
- Nu stiger den – 1966
- Utro – 1966
- Min søsters børn – 1966
- Ih, du forbarmende – 1966
- Min søsters børn på bryllupsrejse – 1967
- Min søsters børn vælter byen – 1968
- Min søsters børn når de er værst – 1971
- Fætrene på Torndal – 1973
- Skytten – 1977
- At kende sandheden – 2002
- Opbrud – 2005
- Max Pinlig - 2008